# Haplodrassus sataraensis
Haplodrassus sataraensis är en spindelart som beskrevs av Benoy Krishna Tikader och Gajbe 1977. Haplodrassus sataraensis ingår i släktet Haplodrassus och familjen plattbuksspindlar. Inga underarter finns listade i Catalogue of Life.